# Frankokratia

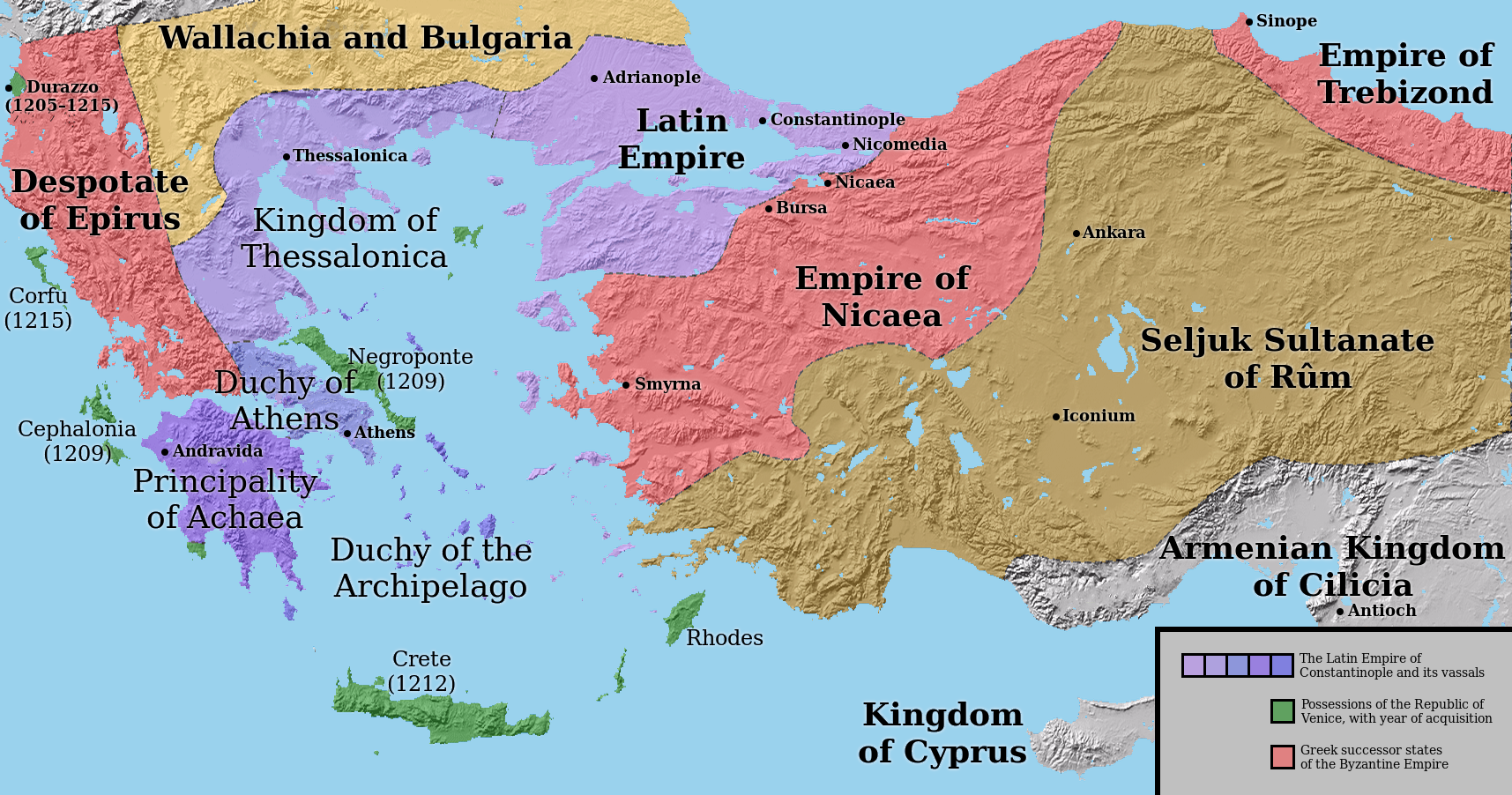
Începutul Frankokratiei: împărțirea Imperiului Bizantin după cruciada a patra

Statele grecești și latine din sudul Greciei, c. 1210

Mediterana de Est c. 1450 d.Hr.: Imperiul Otoman, ce a rămas din Imperiul Bizantin(violet) și diferitele posesiuni latine din Grecia (domnii, feude etc.)

Frankokratia (în greacă Φραγκοκρατία, uneori anglicizat ca francocratia, lit. „stăpânirea francilor”), cunoscută și sub numele de Latinokratia (în greacă Λατινοκρατία, „stăpânirea latinilor”) și, pentru domeniile venețiene, Venetokratia sau Enetokratia (în greacă Βενετοκρατία or Ενετοκρατία, „stăpânirea venețienilor”), a fost perioada din istoria Greciei de după cruciada a patra (1204), când un număr de state în primul rând franceze și italiene au fost înființate prin tratatul Partitio terrarum imperii Romaniae pe teritoriul Imperiului Roman de Răsărit (Bizantin) dizolvat.
Termenul derivă din numele dat de grecii ortodocși bisericilor latino-europene catolice: „stăpânirea francilor sau a latinilor”. Perioada Frankokratiei diferă în funcție de regiune: situația politică s-a dovedit extrem de volatilă, întrucât statele france s-au fragmentat și și-au schimbat de multe ori conducerea sau stăpânirea, iar statele succesoare grecești au recucerit multe zone.
Cu excepția Insulelor Ionice și a unor insule sau forturi care au rămas în mâinile venețiene până la începutul secolului al XIX-lea, sfârșitul final al Frankokratiei în majoritatea țărilor grecești a început odată cu cucerirea otomană, în principal în secolele XIV-XVII, care a inaugurat perioada cunoscută sub numele de „Tourkokratia” („stăpânirea turcilor”; vezi și Grecia Otomană).
Nativii statelor europene occidentale (2-3%) nu au constituit niciodată majoritatea populației din regiune, dar, concentrându-se în cetățile importante ale orașelor, au stat la baza clasei conducătoare timp de câteva secole. Pe fragmentele Imperiului Bizantin, cruciații au creat state similare celor feudale din Europa de Vest. Natura compactă a majorității statelor frankokratice în comparație cu vechiul imperiu a contribuit la vitalitatea lor. Din motive evidente - protecția flotelor și inaccesibilitatea unor invazii terestre - stăpânirea multor insule, mai ales a celor venețiene - Cipru, Creta, insulele Ionice - a fost de lungă durată.

## Relațiile bizantino-occidentale
Rivalitatea comercială din spanțiul levantin, ruptura bisericească dintre Roma și Constantinopol, precum și motive politice conjuncturale, au dus la tensionarea relațiilor dintre Imperiul Bizantin și statele apusene. Masacrul asupra latinilor din Constantinopol din anul 1182 a provocat resentimente antibizantine în Europa Occidentală, concretizate în campanii militare.

## Statele latine

### Imperiul Latin
Imperiul Latin de Constantinopol (1204–1261), cu capitala în Constantinopol și cuprinzând Tracia și Bitinia, a fost creat după cruciada a patra, exercitând în același timp o suzeranitate nominală asupra celorlalte principate ale cruciaților. Teritoriile sale au fost micșorate treptat până a mai rămas doar capitala și câteva mici ținuturi. Recucerirea Constantinopolului prin Imperiul de la Niceea a avut loc în 1261.
Ducatul de Philippopolis (1204 - după 1230) a fost o feudă a Imperiului Latin din nordul Traciei, până la cucerirea acestuia de către Țaratul Vlaho-Bulgar (Plovdiv).
Insula Lemnos (cunoscută ca Stalimene în italiană) a fost transformată într-o feudă a Imperiului Latin, sub conducerea familiei venețiene Navigajoso, din 1207 până la cucerirea bizantinilor în 1278. Conducătorii săi purtau titlul de megadux („mare duce”) al Imperiului latin. Primul conducător a fost Filocalo Navigajoso (până la moarte sa în 1214).
Regatul Salonicului (1205–1224) a cuprins Macedonia și Tesalia. Scurta existență a regatului a fost aproape continuu tulburată de războiul cu al Doilea Imperiu Bulgar; în cele din urmă, a fost cucerit de către Teodor Comnen Dukas, conducătorul Despotatului Epirului.
Feuda Salona (1205–1410) (Palatinatul Salona din 1318), centrat pe Salona (Amfissa, în franceză: La Sole, în italiană: La Sola), la fel ca și Marchizatul de Bodonitsa, s-a format ca stat vasal al Regatului Salonicului, iar mai târziu a intrat sub influența Principatului Ahaia. A ajuns sub stăpânirea catalană (Gran Companyia Catalana) și, mai târziu, sub stăpânirea navareză în secolul al XIV-lea, înainte de a fi vândut Cavalerilor Ospitalieri în 1403. A fost în cele din urmă cucerit de otomani în 1410. Primul conducător a fost Thomas I d'Autremencourt (până în 1212).
Marchizatul de Bodonitsa (1204-1414), ca și Salona, a fost creat inițial ca un stat vasal al Regatului Salonicului, dar mai târziu a intrat sub influența Principatului Ahaia. În 1335, familia venețiană Giorgi a preluat controlul și a domnit până la cucerirea otomană din 1414.
Principatul Ahaia (1205–1432), care a cuprins peninsula Moreea sau Peloponez a devenit rapid cel mai puternic stat și a prosperat chiar și după dispariția Imperiului Latin. Principalul său rival a fost Despotatul bizantin de Moreea, care a reușit în cele din urmă să cucerească principatul. De asemenea, a exercitat suzeranitate asupra domniei din Argos și Nauplia (1205–1388).
Ducatul Atenei (1205–1458), cu cele două capitale ale sale Teba și Atena, a cuprins Attica, Beotia și părți din sudul Tesaliei. În 1311, ducatul a fost cucerit (după Bătălia de la Halmyros) de Compania Catalană, iar în 1388, a trecut în mâinile familiei florentine Acciaiuoli, care l-a stăpânit până la cucerirea otomană din 1456.
Naxos sau al Arhipelagului (1207–1579), fondat de familia Sanudo, a cuprins majoritatea Insulele Ciclade. În 1383, a trecut sub controlul familiei Crispo. Ducatul a devenit vasal otomanilor în 1537 și a fost în cele din urmă anexat Imperiului Otoman în 1579.
Triumviratul Negroponte sau Signoria di Negroponte (1205–1470) a cuprins insula Negroponte (Euboea), inițial a fost vasal al Regatului Salonicului, apoi al Principatului Ahaia. A fost fragmentat în trei baronii (terzieri sau „triarhii”; Chalkis, Karystos și Oreos) condusă fiecare de câte doi baroni (sestieri) din Lombardia. Această fragmentare a permis Republicii Venețiene să câștige influență ca mediator. Până în 1390 Veneția a preluat controlul direct al întregii insule (ca Regno di Negroponte), care a rămas în mâinile venețiene până în 1470, când a fost cucerită de otomani în timpul lui Mahomed al II-lea.

### Principatele cruciate minore
Comitatul Cefalonia și Zakynthos (1185–1479) a cuprins Insulele Ionice Cefalonia, Zakynthos, Ithaca și, din jurul anului 1300, și Lefkas (Santa Maura). Creat ca vasal al Regatului Siciliei, a fost condus de familia Orsini între 1195 și 1335, iar după o scurtă conducere a casei de Anjou, a fost preluat de familia Tocco în 1357. A fost împărțit între Veneția și otomani în 1479. Primul conducător  a fost ammiratus ammiratorum (marele-amiral) Margaritone sau Margaritus de Brindisi pentru serviciile aduse regelui Guillaume al II-lea al Siciliei, în 1185.
Insula Rodos a devenit sediul ordinului militar monahal al Cavalerilor Ospitalieri ai Sfântului Ioan (Ordinul Ioaniților) în 1310, iar Cavalerii au păstrat controlul asupra insulei (și a insulelor învecinate din grupul insular Dodecanez) până când au fost eliminați de otomani în 1522.

### Colonii genoveze
Încercările genoveze de a ocupa Corfu și Creta în urma cruciadei a patra au fost împiedicate de venețieni. Abia în secolul al XIV-lea, exploatând declinul final al Imperiului Bizantin sub conducerea dinastiei Paleolog și adesea în acord cu conducătorii bizantini slăbiți, diferiți nobili genovezi au stabilit domenii în nord-estul Egeei:
Familia genoveză Gattilusi a fondat o serie de feude, sub suzeranitate bizantină nominală, în insula Lesbos (1355–1462) și mai târziu și în insulele Lemnos, Thasos (1414–1462) și Samotracia (1355–1457), precum și în orașul trac Ainos (1376–1456). După căderea Constantinopolului în 1453, familia Gattilusi a păstrat pe scurt controlul asupra posesiunilor lor sub suzeranitatea otomană, dar au fost forțați să plece în câțiva ani.
Feuda Chios cu portul Phocaea a fost condusă în perioada 1304–1330 de familia genoveză Zaccaria. După o scurtă stăpânire bizantină, din 1346 până la cucerirea otomană în 1566 a fost sub conducerea companiei Maona di Chio e di Focea. Feuda a fost fondată în 1304 de amiralul Benedetto I Zaccaria când acesta a cucerit insula bizantină Chios. Benedetto, care era deja stăpân al portului Phocaea pe coasta Asiei Mici, și-a justificat acțiunile în fața curții bizantine ca fiind necesare pentru a preveni preluarea insulei de către pirații turci. Împăratul bizantin, Andronic al II-lea Paleologul, incapabil să intervină militar, a acceptat faptul împlinit și i-a acordat insula ca fief, inițial pentru o perioadă de 10 ani, dar înțelegerea a fost apoi reînnoită la intervale de cinci ani.

### Colonii venețiene
Republica Venețiană a avut mai multe teritorii în Grecia, care au făcut parte din Stato da Màr. Unele dintre ele au supraviețuit până la căderea republicii în 1797:
Regatul Creta, cunoscut și sub numele de Regatul Candiei, (1211–1669), a fost una dintre cele mai importante posesiuni de peste mări ale Republicii, în ciuda răscoalelor frecvente ale populației grecești și a fost păstrată până la cucerirea otomană ca urmare a războiului din Creta.
Corfu (1207–1214 și 1386–1797) a fost cucerit de Veneția de la conducătorul său genovez la scurt timp după a Cruciada a patra. Insula a fost apoi repede preluată de Despotatul Epirului condus de Teodor Comnen Dukas, dar a fost cucerită în 1258 de Regatul Siciliei sub conducerea regelui Manfred. Insula a rămas sub stăpânirea angevină până în 1386, când Veneția a recăpătat controlul, care va dura până la sfârșitul Republicii în 1797. Din epoca medievală și până în secolul al XVII-lea, insula a fost recunoscută ca un bastion al statelor europene împotriva Imperiului Otoman și a devenit unul dintre cele mai fortificate locuri din Europa. Fortificațiile insulei au fost folosite de venețieni pentru a se apăra împotriva intrării otomane în Marea Adriatică. Corfu a respins câteva asedii otomane, înainte de a trece sub stăpânirea britanică după Războaiele Napoleoniene.
Lefkas (1684–1797), care a făcut parte parte din Comitatul Palatin din Cefalonia și Zakynthos și Despotatul Epirului, conduse de familia Orsini, a intrat sub stăpânire otomană în 1479 și a fost cucerit de venețieni în 1684, în timpul Războiului din Moreea. Zakynthos (1479–1797),  care a făcut parte parte din Comitatul Palatin din Cefalonia și Zakynthos și Despotatul Epirului, condus de Orsini, a intrat sub stăpânire venețiană din 1479. Cefalonia și Itaca (1500–1797), inițial au făcut parte, de asemenea, din Cefalonia și Zakynthos și Despotatul Epirului, conduse de familia Orsini, au ajuns sub stăpânirea otomană în 1479 și au fost cucerite de venețieni în decembrie 1500. De asemenea Tinos și Mykonos, au fost controlate de Veneția din 1390.
Numeroase alte cetăți de coastă din Peloponez și Grecia continentală au făcut parte din Stato da Màr al Republicii Venețiene:
- Modon (Methoni) și Coron (Koroni), ocupate în 1207, confirmate prin Tratatul de la Sapienza[19] și păstrate până la cucerirea de către otomani în august 1500.[20]
- Nauplia (în italiană: Napoli di Romania), dobândită prin cumpărarea feudei Argos și Nauplia în 1388,[21] deținută până la cucerirea otomanilor în 1540.[22]
- Argos, dobândit prin cumpărarea feudei Argos și Nauplia, dar confiscat de Despotatul Moreea, a fost predat Veneției până în iunie 1394,[21] deținut până la cucerirea otomanilor în 1462.[23]
- Atena, cumpărată în 1394 de Nerio I Acciaioli, dar pierdută de acesta în favoarea fiului nelegitim Antonio, în 1402-1403, fapt recunoscut de Republică printr-un tratat din 1405.[24]
- Parga, oraș portuar de pe coasta Epirului, a fost dobândit în 1401. A fost guvernat ca o dependență de Corfu și a rămas așa chiar și după sfârșitul Republicii Venețiene în 1797, fiind în cele din urmă cedat de britanici lui Ali Pașa în 1819.[18]
- Lepanto (Naupaktos), port în Aetolia, cucerit rapid de un căpitan venețian în 1390, în 1394 locuitorii săi s-au oferit să-l predea Veneției, dar au fost refuzați categoric. Vândut în cele din urmă Veneției în 1407 de conducătorul său albanez, Paul Spata,[25][26] pierdut în fața otomanilor în 1540.[22]
- Patras, deținut în 1408–13 și 1417–19 în arendă, pentru 1.000 de ducați pe an, de la arhiepiscopul latin de Patras, care spera astfel să zădărnicească o cucerire turcă sau bizantină a orașului.[27][28]
- Insulele Sporade nordice (Skiathos, Skopelos și Alonissos) au fost posesiuni bizantine care au intrat sub stăpânire venețiană după căderea Constantinopolului în 1453. Au fost cucerite de otomani sub conducerea lui Khair ad-Din în 1538.
- Monemvasia (Malvasia), un avanpost bizantin lăsat necucerit de otomani în 1460, a acceptat stăpânirea venețiană, până a fost cucerit de otomani în 1540.[29]
- Vonitsa pe coasta Epirului, cucerită în 1684 și deținută ca o exclavă continentală a Insulelor Ionice până la sfârșitul Republicii.
- Preveza, pe coasta Epirului, a fost ocupată în timpul Războiului din Moreea (1684–99), recucerită în 1717 și deținută ca o exclavă continentală a Insulelor Ionice până la sfârșitul Republicii.
- Întreaga peninsulă Peloponez sau Moreea a fost cucerită în timpul Războiului din Moreea din anii 1680 și a devenit colonie ca Regatului Moreea, dar a fost pierdută din nou în fața otomanilor în 1715.

## Galerie

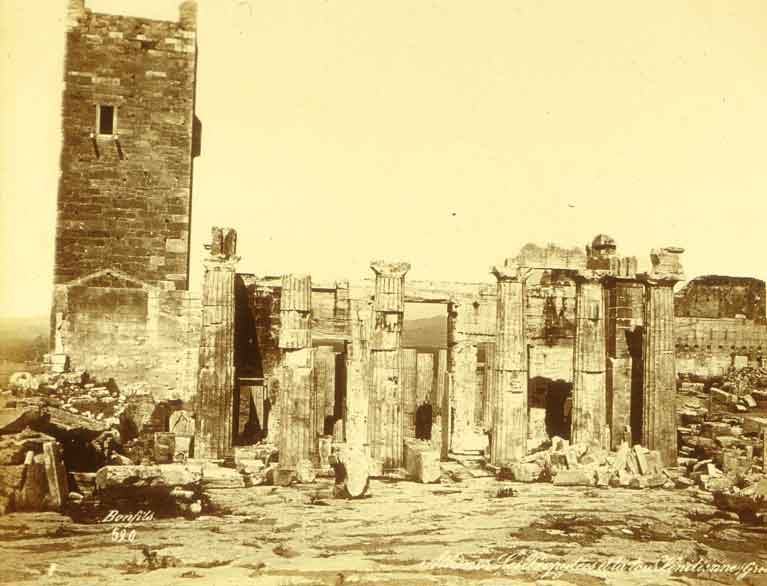
Turnul franc pe Acropola din Atena, demolat în 1874
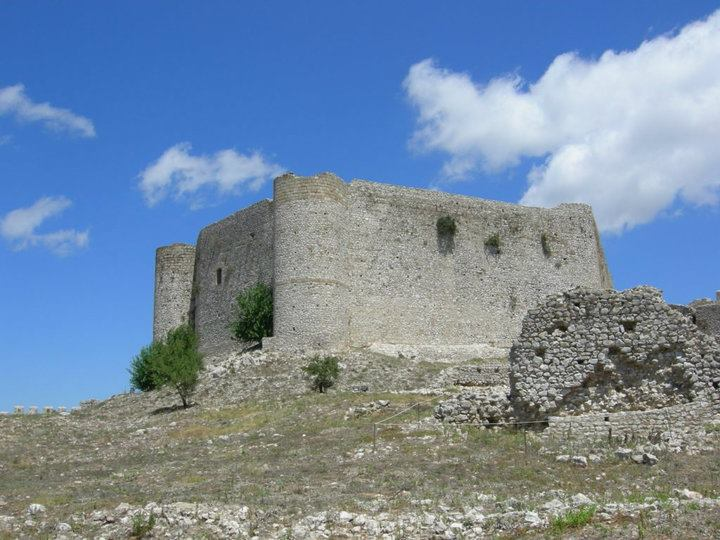
Castelul Chlemoutsi
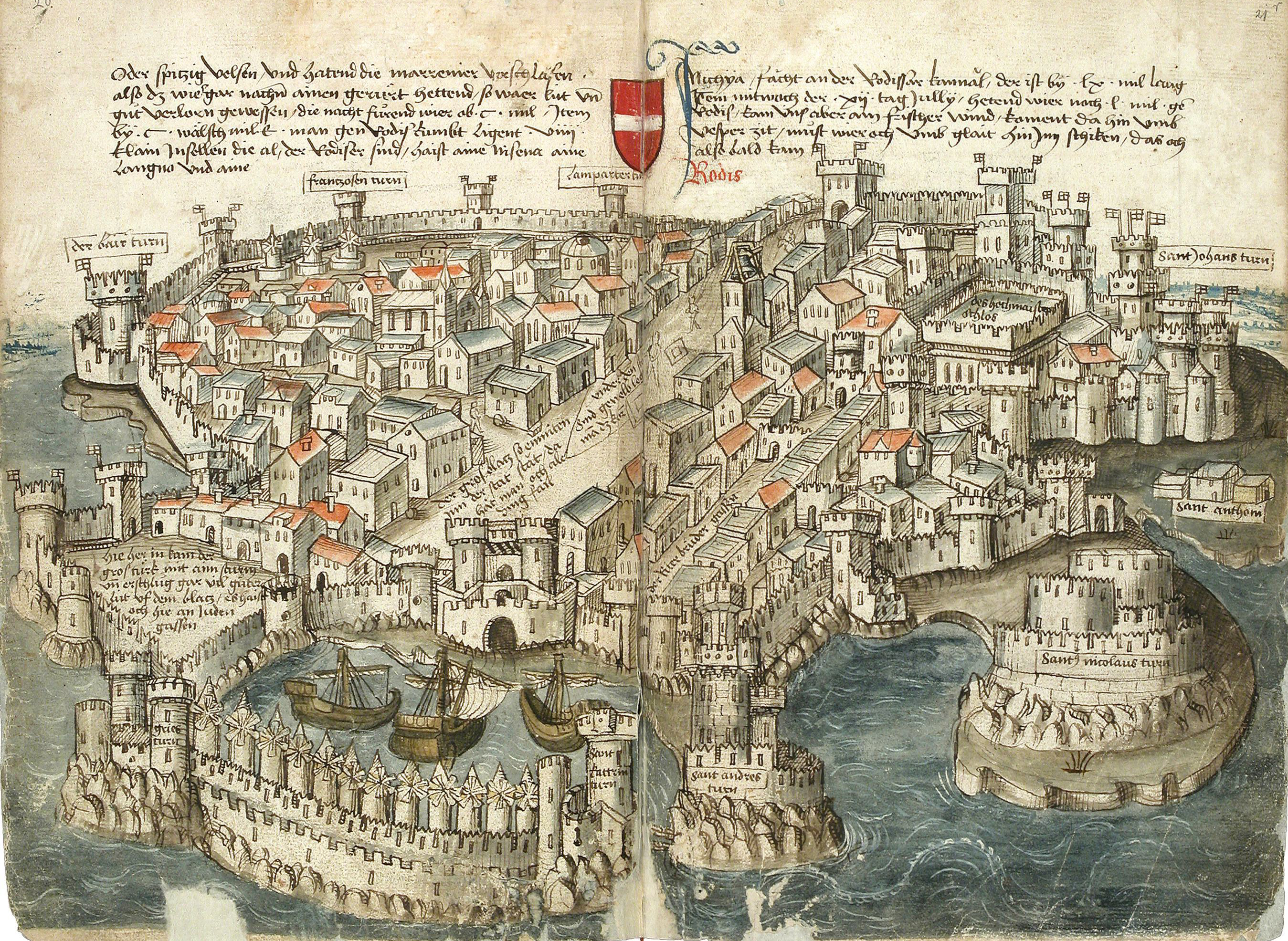
Orașul Rodos, în jurul anului 1490
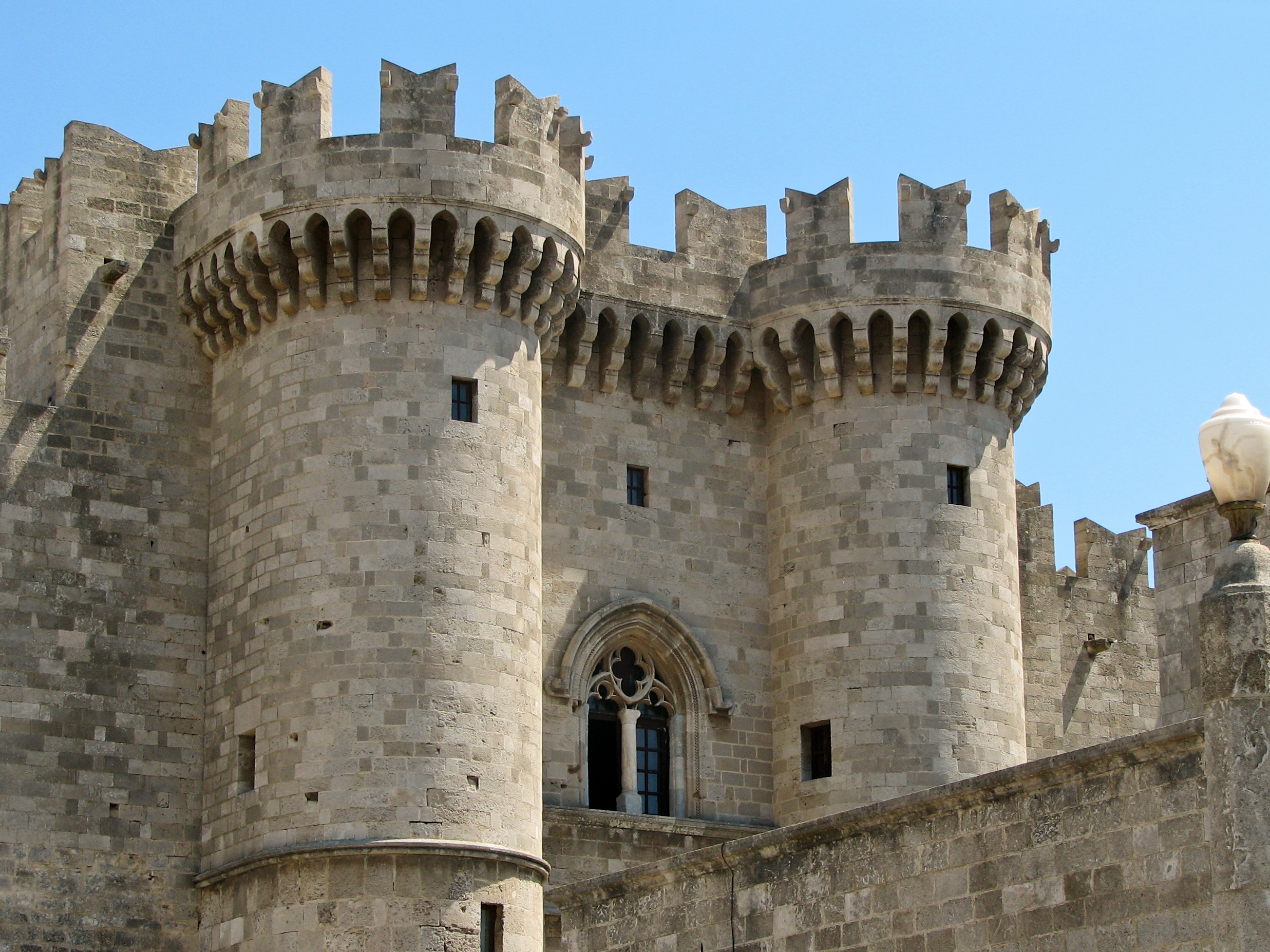
Palatul Marelui Maestru al Cavalerilor din Rodos
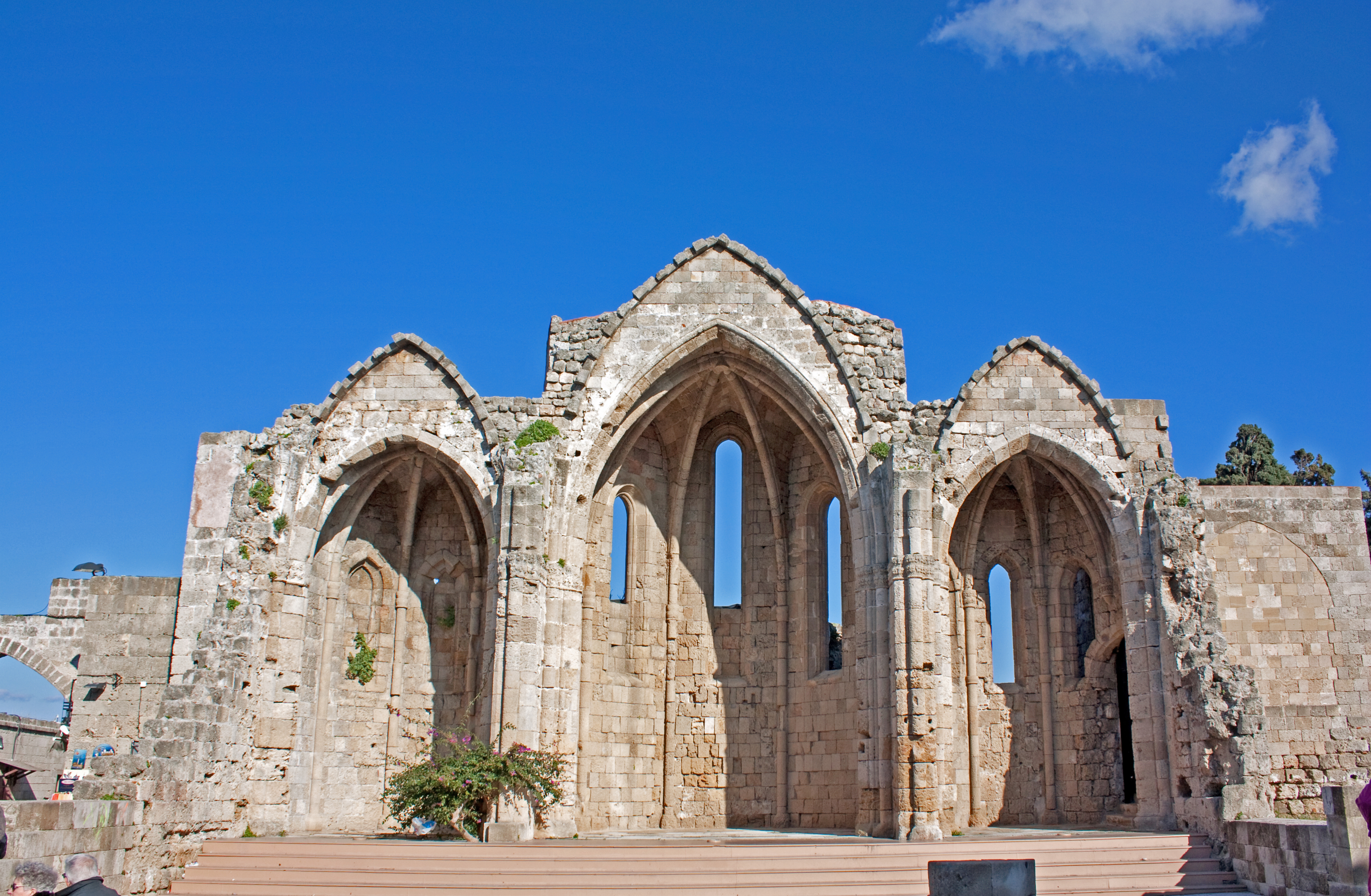
Biserica Fecioarei din orașul Rodos
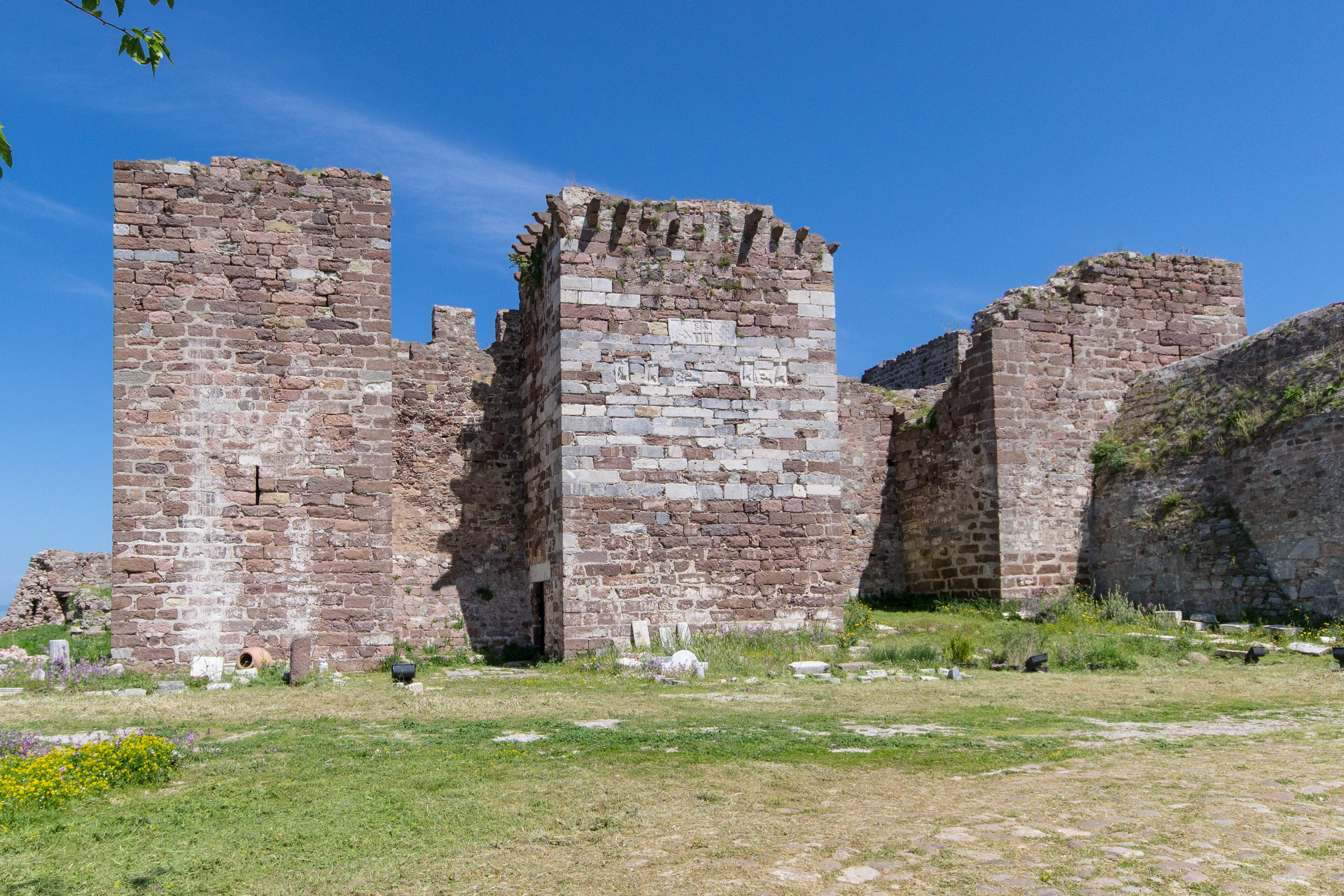
Castelul genovez din Mitilene
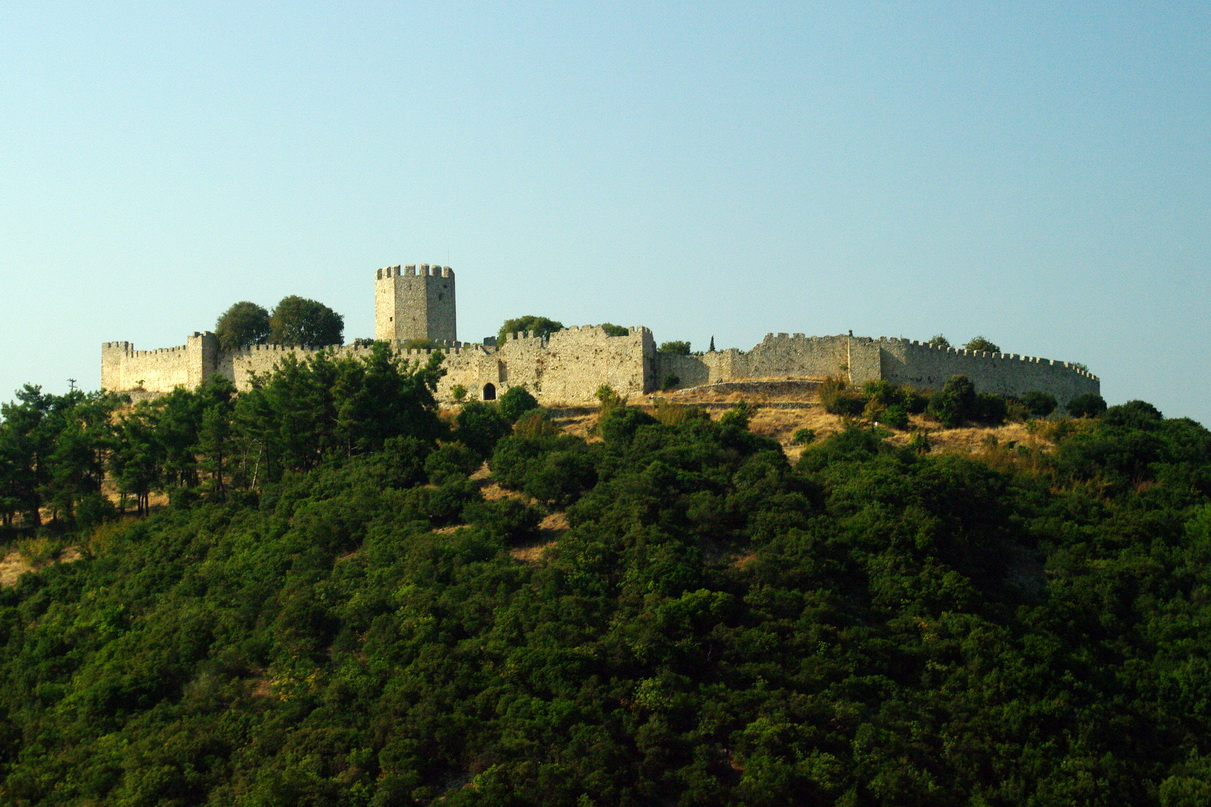
Castelul Platamon

Posesiuni venețiene (până în 1797) :

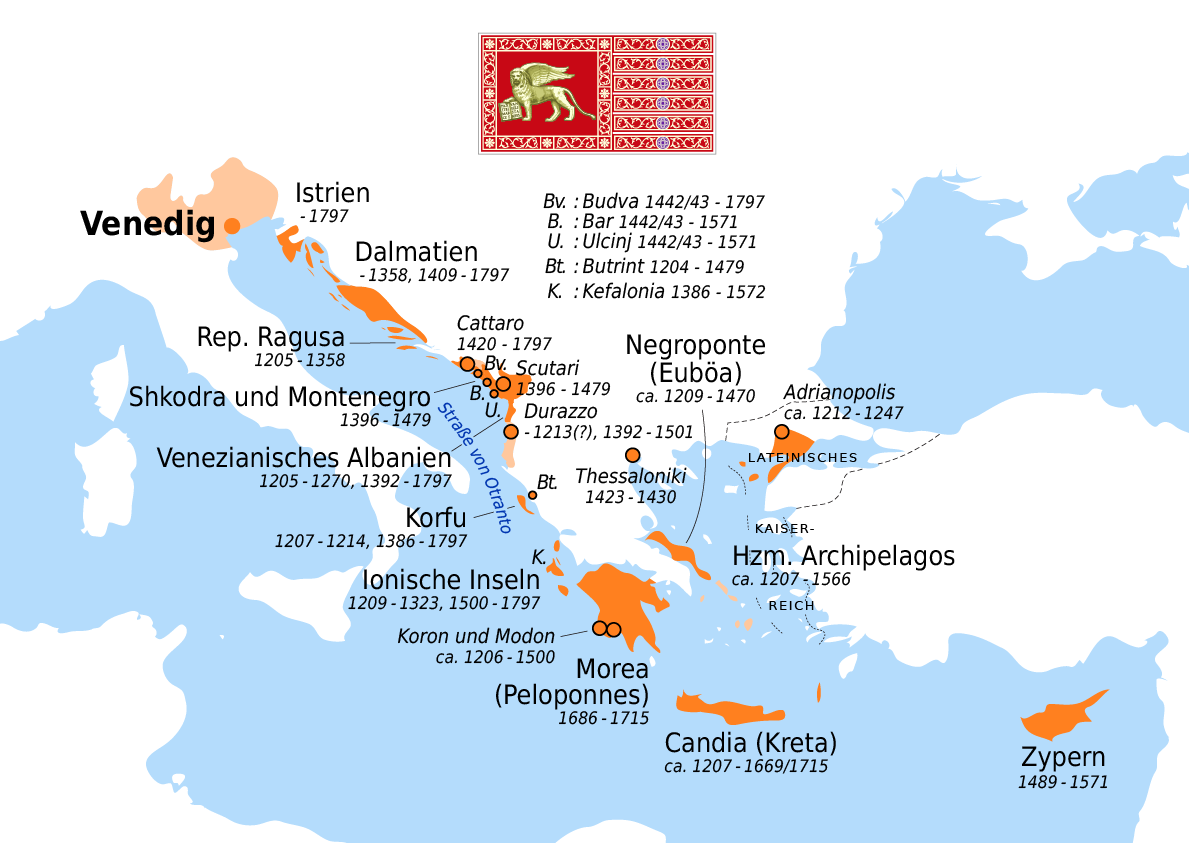
Stato da Màr al Republicii Veneția
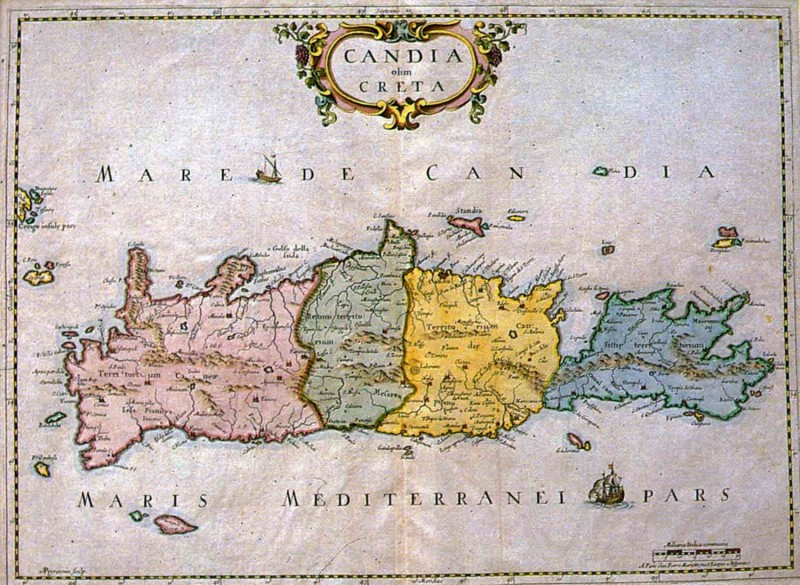
Harta Regatului Candia
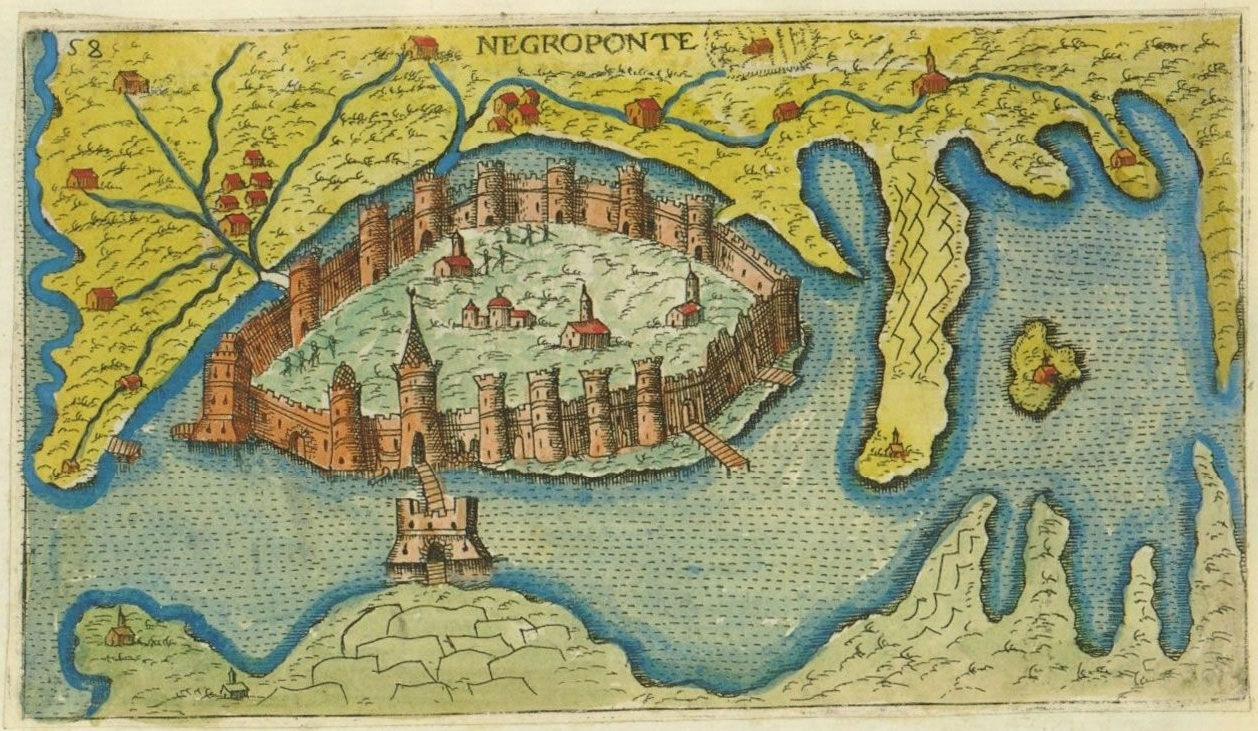
Harta venețiană a feudei Negroponte (Chalkis)
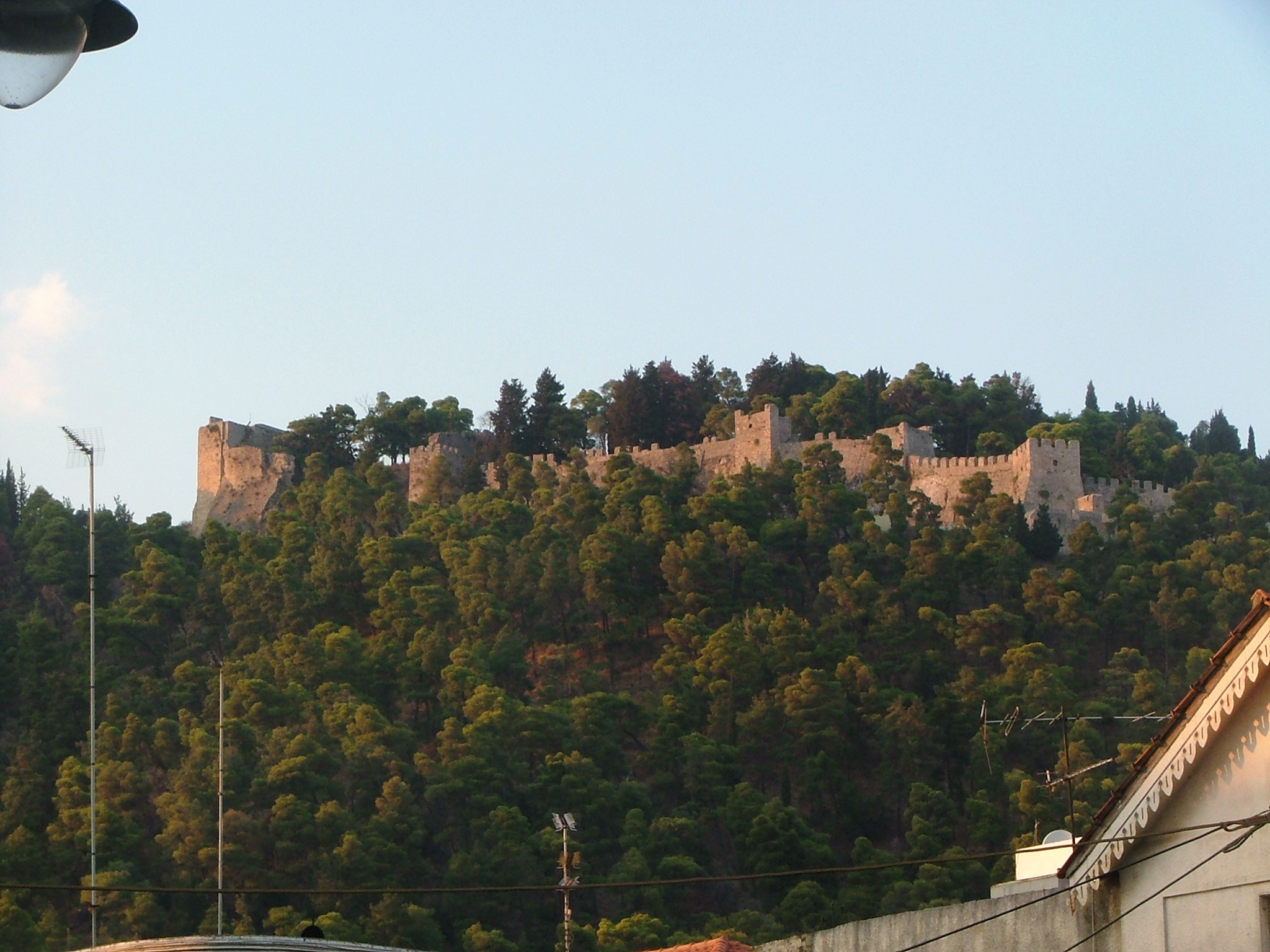
Cetatea Nafpaktos
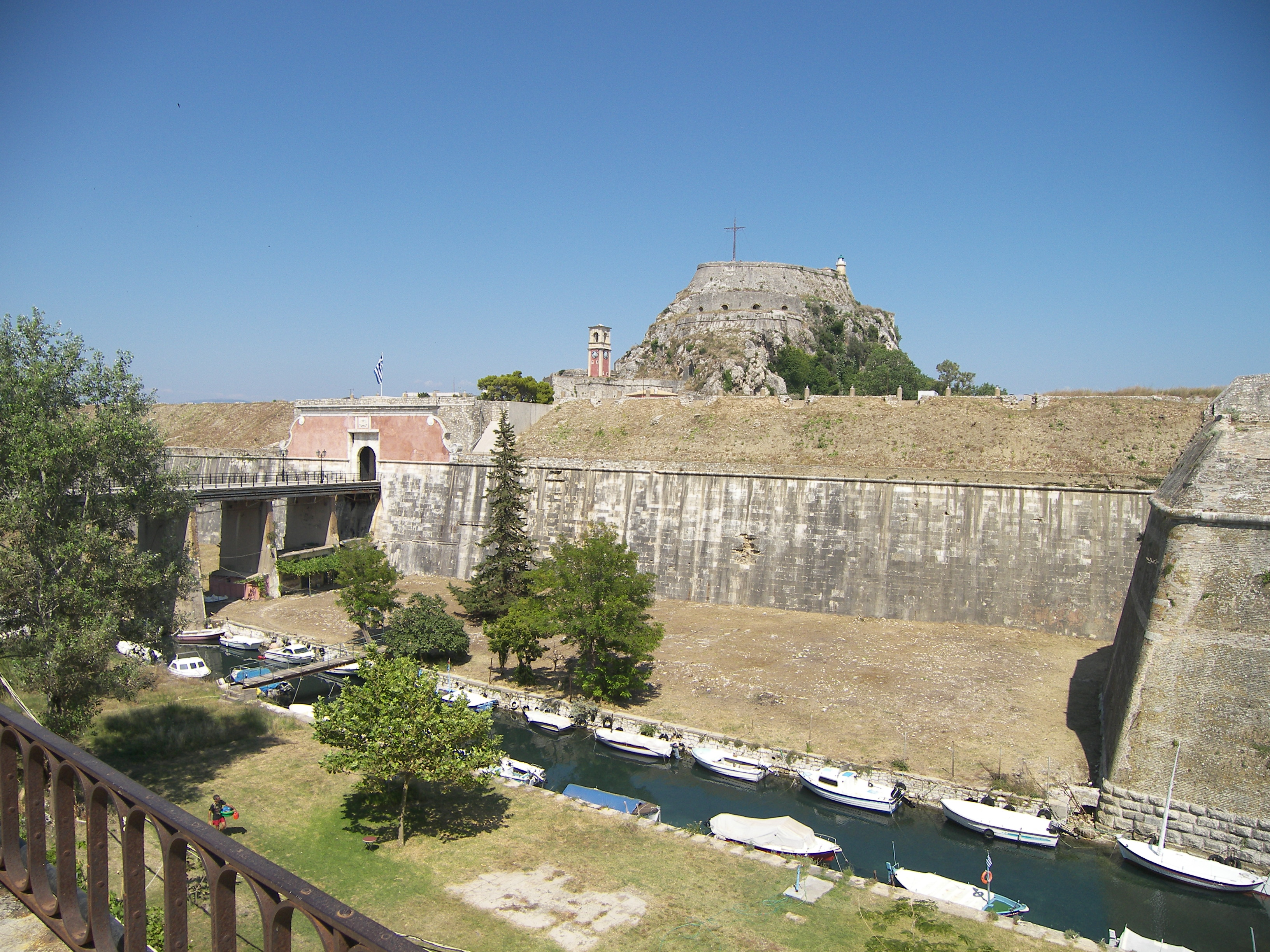
Cetatea Veche, Corfu
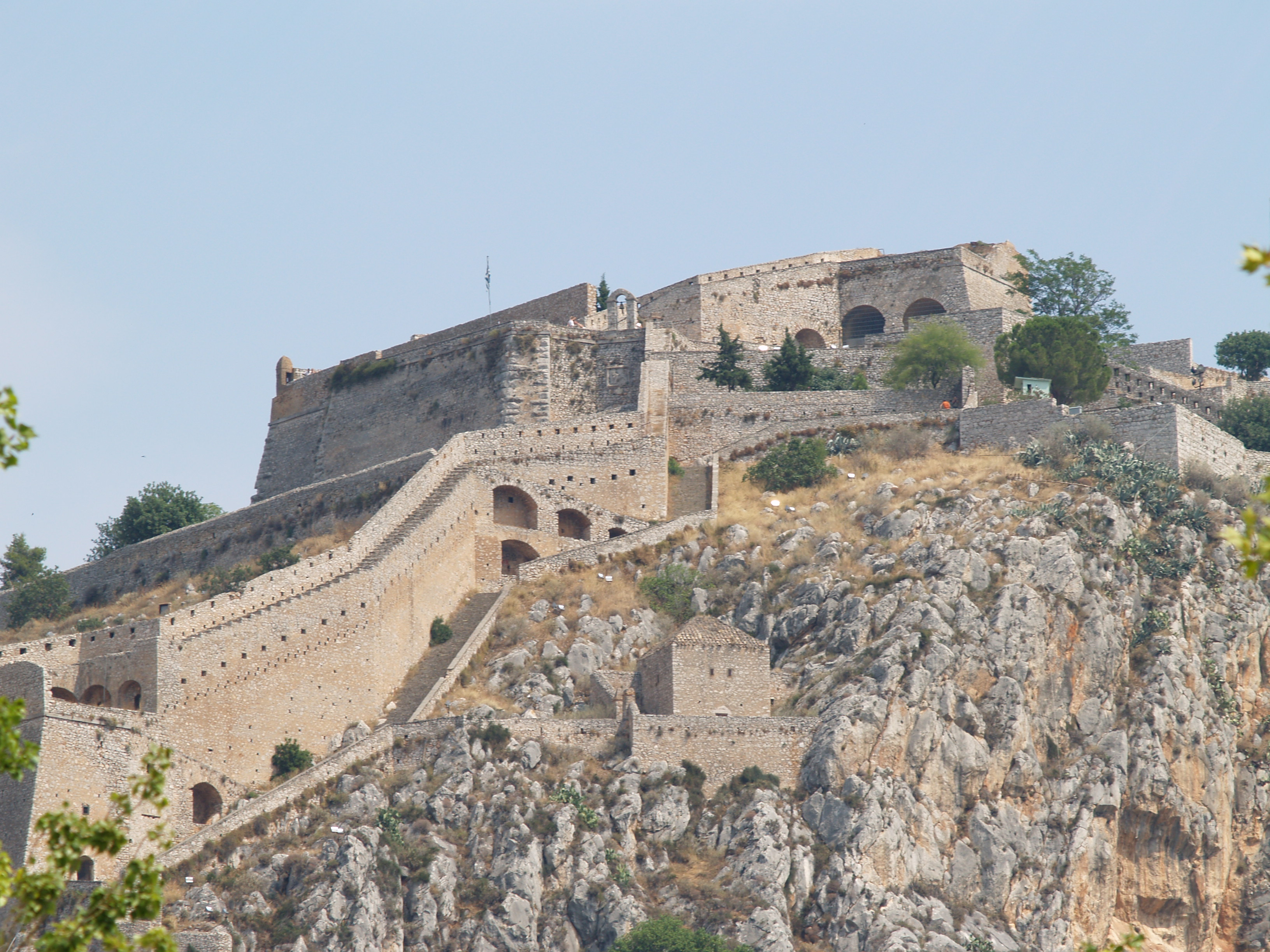
Palamidi, Nafplion
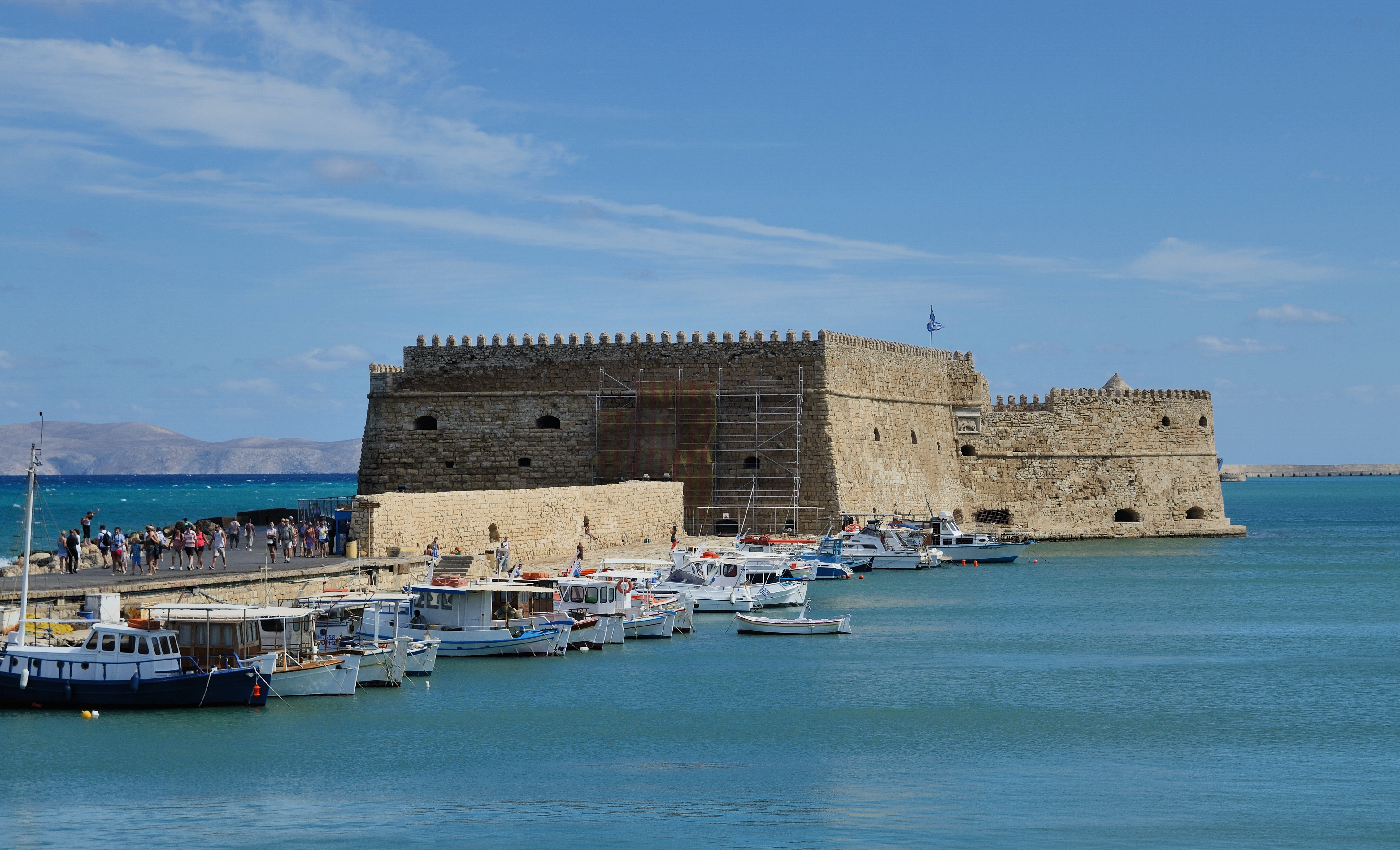
Cetatea  Rocca a Mare din Heraklion
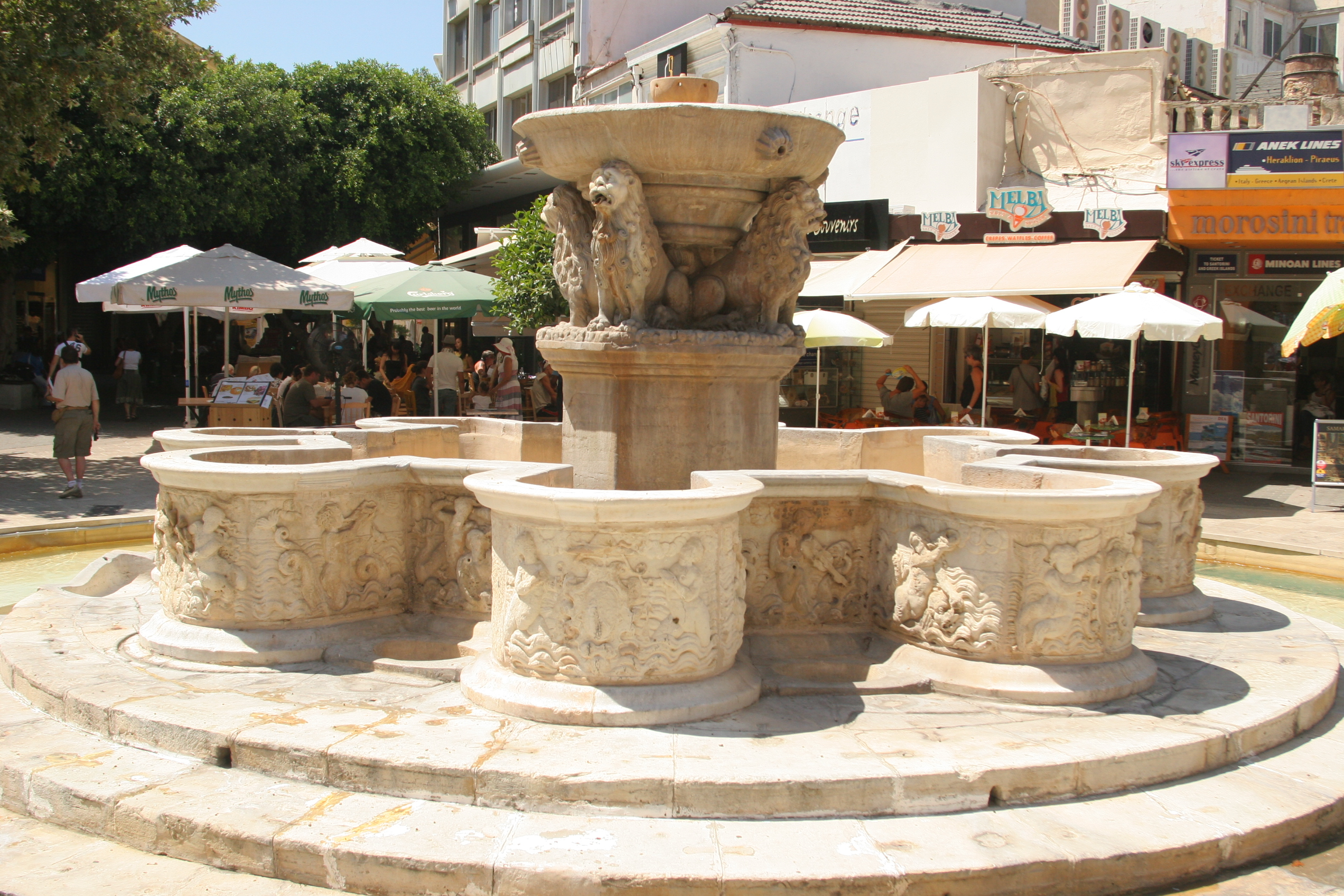
Fântâna Morosini, Piața Leilor, Heraklion